# Первомайское городское поселение (Забайкальский край)
Городско́е поселе́ние «Первомайское» — муниципальное образование в Шилкинском районе Забайкальского края Российской Федерации.
Административный центр — пгт Первомайский.

## История
Статус и границы городского поселения установлены Законом Читинской области от 19 мая 2004 года «Об установлении границ, наименований вновь образованных муниципальных образований и наделении их статусом сельского, городского поселения в Читинской области».

## Население
| 2009    | 2010    | 2011    | 2012    | 2013    | 2014    | 2015    |
| ------- | ------- | ------- | ------- | ------- | ------- | ------- |
| 12 937  | ↘12 709 | ↗12 719 | ↘12 502 | ↘12 374 | ↘12 082 | ↘11 930 |
| 2016    | 2017    | 2018    | 2019    | 2020    | 2021    |         |
| ↗11 937 | ↘11 886 | ↘11 849 | ↘11 775 | ↘11 756 | ↘11 528 |         |

## Состав городского поселения
| № | Населённый пункт | Тип населённого пункта      | Население |
| - | ---------------- | --------------------------- | --------- |
| 1 | Первомайский     | пгт, административный центр | ↘11 112   |
| 2 | Солнцево         | село                        | ↘228      |
| 3 | Уненкер          | село                        | ↗172      |
| 4 | Шиванда          | село                        | ↘99       |